# Alto e baixo nível
Alto e baixo nível, como termos técnicos, são usados para classificar, descrever e apontar objetivos específicos de uma operação sistemática; e são aplicados em uma ampla gama de contextos, seja em domínios tão variados como ciência da computação e administração de empresas.
O alto nível descreve as operações que são de natureza mais abstrata, em que os objetivos gerais e as características sistêmicas são tipicamente mais preocupados com o macrossistema mais amplo como um todo.
O nível baixo descreve componentes individuais mais específicos de uma operação sistemática, concentrando-se nos detalhes de microfunções rudimentares em vez de processos macro e complexos. A classificação de baixo nível geralmente está mais preocupada com componentes individuais dentro do sistema e como eles operam.
As características que emergem apenas em um alto nível de descrição são conhecidas como epifenômenos.